# Vị trí KAI

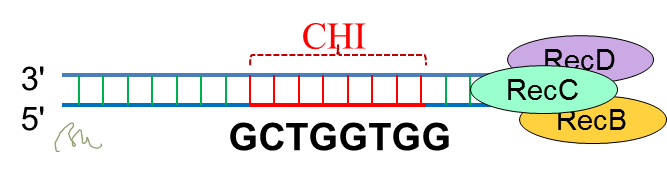
Hình 1: Sơ đồ mô tả trình tự KAI (CHI).

Vị trí KAI là trình tự các nuclêôtit trên một mạch DNA ở vi khuẩn mà phức hợp enzym RecBCD tách 2 sợi DNA và khởi đầu quá trình tái tổ hợp gen., ,  Đây là một đoạn gồm 8 nuclêôtit theo trình tự: 5'GCTGGTGG3' (hình 1). Nói cách khác, vị trí KAI là chuỗi 5'GCTGGTGG3'.
Thuật ngữ này dịch theo phát âm từ CHI site (IPA: /kaɪ saɪt/; tiếng Anh: /ʧiː saɪt/, tiếng Việt: Kai xai-tơ).
Các tên gọi khác:
- Vì đây là một chuỗi nuclêôtit  có trình tự xác định, nên còn được gọi là "Chi sequence", nghĩa là trình tự Tri (phát âm theo tiếng Anh) hoặc "trình tự KAI" (phát âm Quốc tế).
- Ngoài ra, bởi vì từ "CHI" trùng với một trong 22 chữ cái Hy Lạp là χ (IPA: /kaɪ/, tiếng Anh: /kiː/, tiếng Việt: /khi/), nên một số người còn gọi là vị trí Khi (χ site) và viết tắt là χ.[5]

## Lược sử
- Các nhà khoa học phát hiện ra vị trí KAI và vai trò của nó là Franklin William Stahl, cùng với Mary Morgan Stahl,  Noreen và Ken Murray, David Henderson khi nghiên cứu hoạt động của thể thực khuẩn Lam-đa (coliphage λ) ở Escherichia coli vào khoảng đầu những năm 1970.[6], [7] Sau đó cũng phát hiện ra ở E. coli và nhiều loài nhân sơ khác.
- Vì chuỗi nuclêôtit này đóng vai trò khởi đầu quá trình bắt chéo giữa 2 đoạn DNA, dẫn đến tái tổ hợp gen, nên gọi là Crossover Hotspot Instigator (viết tắt là CHI), tức là "điểm nóng gây bắt chéo". Thời điểm này là  khoảng năm 1972,[6] nên có thể cho rằng thuật ngữ "CHI site" ra đời vào khoảng năm 1972.

## Đặc điểm

### Cấu trúc và phân bố
- Mỗi vị trí KAI là chuỗi 8 nuclêôtit  DNA (nucleotide octameric) theo chiều 5’-3’ trên một mạch đơn gồm:  5'GCTGGTGG 3' (chữ cái G = guanin, C = xitôzin - Sinh học phổ thông kí hiệu là X, còn T = timin).
- Trên mỗi NST-DNA của E. coli có tới khoảng 1000 vị trí này. Chẳng hạn, ở E. coli có bộ gen với kích thước 4,6 Mb thì có tới 1009 vị trí KAI, nghĩa là trung bình cứ mỗi 4,6 kb có 1 KAI.
- Khoảng 98% vị trí KAI nằm trong vùng mã hóa prôtêin, trong đó khoảng 75% theo hướng nhân đôi.[8]

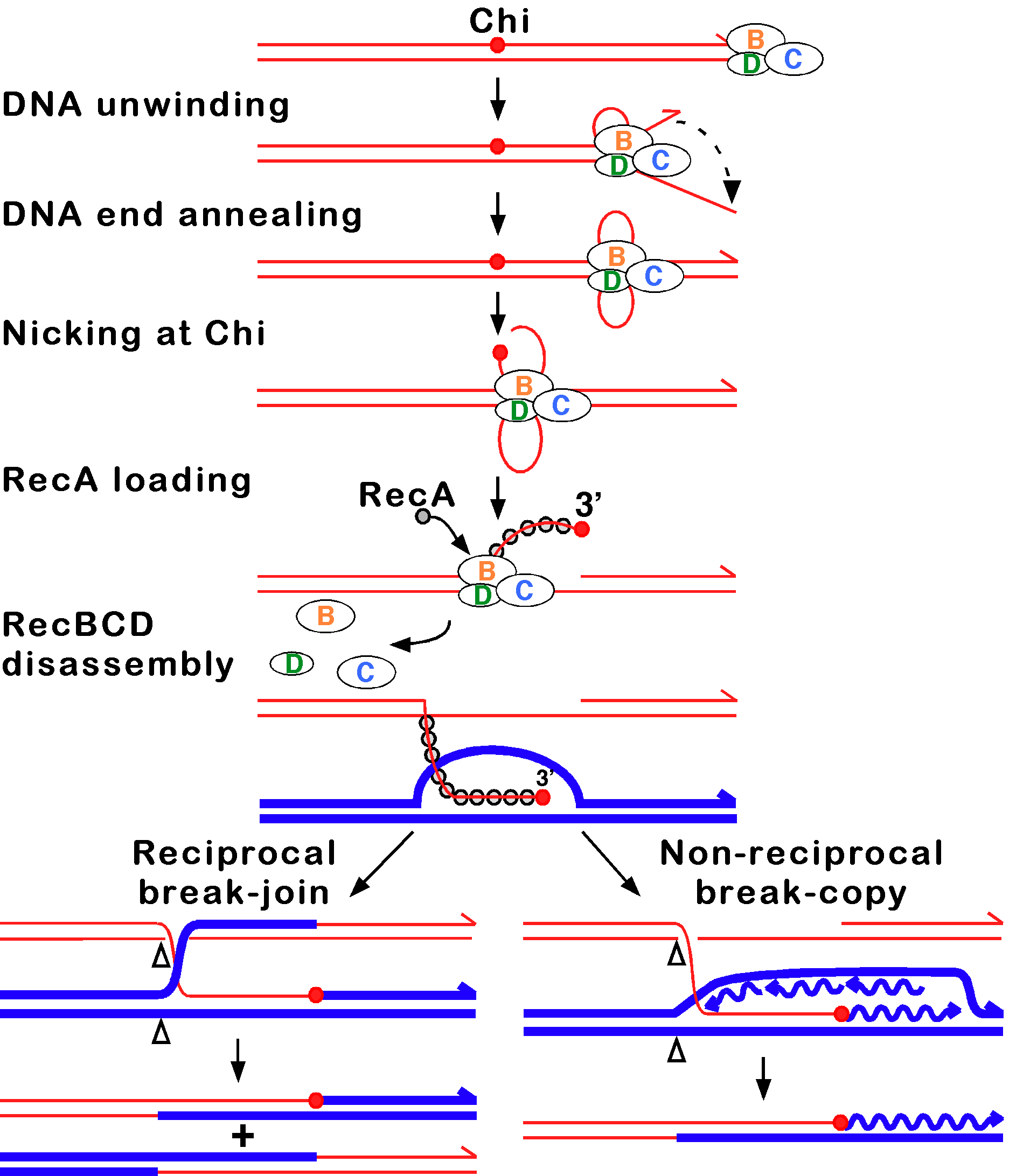
Hình 2: Hoạt động của RecBCD ở vị trí KAI (điểm đỏ).

### Hoạt động
- Vị trí KAI đặc trưng cho hoạt động của phức hợp RecBCD. Khi RecBCD trượt dọc trên DNA mà gặp vị trí này, thì hoạt động enzym của nó thay đổi từ chức năng exônuclêaza thành chức năng hêlicaza (tháo xoắn và tách mạch kép), do đó tách chuỗi xoắn kép thành hai chuỗi đơn, rồi DNA bị cắt. Sau đó, RecA tạo chuỗi tương đồng trung gian, xâm nhập vào vị trí bị cắt, tạo ra một vòng lặp. Cùng với nhiều yếu tố khác, các đoạn đứt được sửa chữa rồi kết nối. Cuối cùng là gây trao đổi tương đồng tương tự như HR ở nhân thực.[9]
- Phần lớn hoạt động của RecBCD diễn ra theo cùng một hướng như nhân đôi DNA.[2],[10]
- Hoạt động của RecBCD đã mô tả sơ lược tại phần "Ở nhân sơ" của trang Tái tổ hợp tương đồng, và mô tả chi tiết tại trang RecBCD.
- Minh hoạ hoạt động của tổ hợp RecBCD được phác hoạ ở hình 2.

## Vai trò
- Vị trí KAI đảm bảo cho việc sửa chữa DNA theo kiểu phá vỡ sợi đôi là rất cần thiết cho khả năng bảo tồn bộ gen, cũng như quá trình tái tổ hợp gen làm tăng đa dạng di truyền.[11]
- Vị trí KAI làm suy yếu chức năng exonuclease (êxônuclêaza)của RecBCD, nhưng lại kích hoạt chức năng hêliaza của RecBCD ở Escherichia coli. Nhờ đó quá trình sửa chữa DNA và tái tổ hợp mới có thể diễn ra.
- Với chức năng như thế, người ta xem vị trí KAI như là điểm khởi đầu tái tổ hợp gen.[12]